# 石川勝夫
石川 勝夫（いしかわ かつお、1937年（昭和12年）12月14日 - ）は、日本の政治家。元埼玉県蓮田市長（2期）。

## 経歴
埼玉県蓮田市出身。埼玉県立浦和商業高等学校卒業。1957年（昭和32年）、日本交通公社に勤務。1980年（昭和55年）、同公社代理店サントラベルを設立した。
政界入り後、蓮田市議会議員、同市議会議長を経て、1990年（平成2年）に蓮田市長に初当選。1994年（平成6年）に再選。1998年（平成10年）、元蓮田市食生活改善推進員協議会会長の樋口曉子に敗れ落選した。
市長退任後は、社会福祉法人清勝会の理事長に就任した。2002年（平成14年）の市長選でも樋口に敗れた。